# Hyagnis brevipes
Hyagnis brevipes es una especie de escarabajo longicornio del género Hyagnis, subfamilia Lamiinae. Fue descrita científicamente por Breuning en 1939.
Se distribuye por Tanzania. Posee una longitud corporal de 9-10 milímetros.